# Erich Mielke

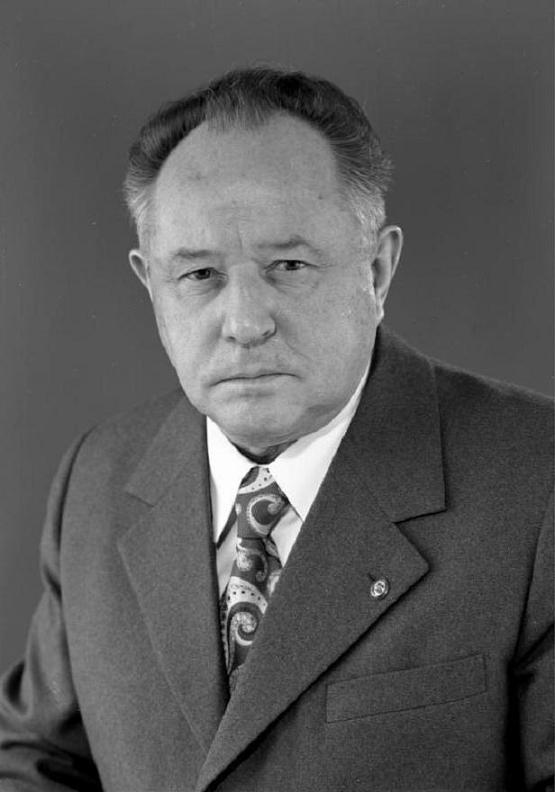
Erich Mielke (1976)

Erich Fritz Emil Mielke (* 28. Dezember 1907 in Berlin; † 21. Mai 2000 ebenda) war ein deutscher kommunistischer Politiker. Er war ab 1946 einer der Hauptverantwortlichen für den Ausbau der Sicherheitsorgane der SBZ/DDR zu einem flächendeckenden Kontroll-, Überwachungs- und Unterdrückungssystem. Von 1957 bis zu seinem Rücktritt 1989 war Mielke Minister für Staatssicherheit, ferner gehörte er dem Politbüro des ZK der SED an. Ab Ende 1989 mehrmals in Untersuchungshaft genommen, verurteilte ihn das Landgericht Berlin 1993 wegen Mordes an zwei Polizeioffizieren im Jahr 1931 zu einer Freiheitsstrafe von sechs Jahren.

## Leben

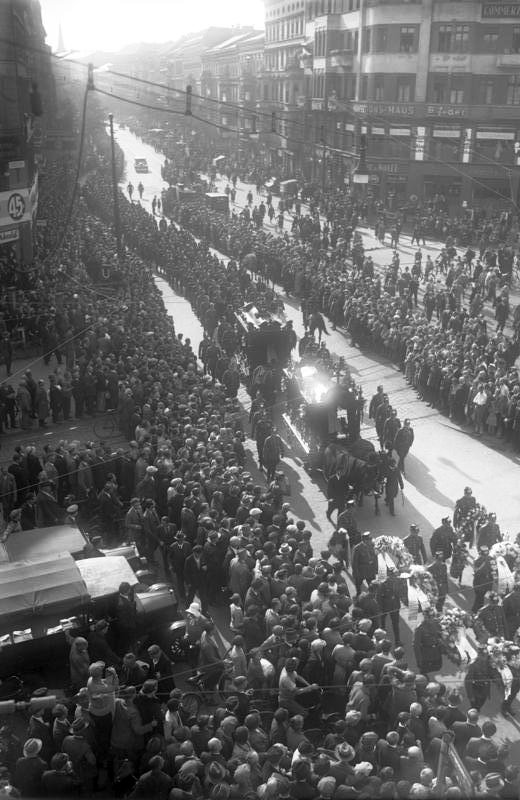
Trauerzug für die von Mielke und Ziemer ermordeten Polizisten, Berlin, August 1931

### Jugend und Ausbildung
Erich Mielke wuchs in Berlin-Gesundbrunnen als Sohn eines Stellmachers in einem proletarischen Umfeld auf. Seine Mutter starb nach der Geburt des vierten Kindes 1910 mit 34 Jahren. 1911 heiratete der Vater erneut. Die sechsköpfige Familie bewohnte eine 30-Quadratmeter-Wohnung in einem Hinterhaus in der Stettiner Straße. Bis 1921/22 besuchte Mielke die 43. Gemeindeschule. Bei einer Begabtenauswahl unter 360 Kindern aus mittellosen Arbeiterfamilien erhielt er 1923 einen Freiplatz am Köllnischen Gymnasium. Er verließ die Schule wegen Schwierigkeiten beim Erlernen der klassischen Sprachen bereits nach einem Jahr und absolvierte anschließend bis 1927 eine Lehre als Speditionskaufmann. Nach dem Abschluss seiner Ausbildung arbeitete Mielke als Expeditionsgehilfe bei der Automatischen Fernsprechanlagen-Bau-Gesellschaft (Autofabag), einer Tochterfirma des Siemens-Konzerns, wo er im Januar 1931 entlassen wurde, nachdem er eine Lohnerhöhung gefordert hatte. Im Juli 1931 trat er eine Stelle beim Wohlfahrtsamt in Kreuzberg an.

### Aktives KPD-Mitglied und Polizistenmord

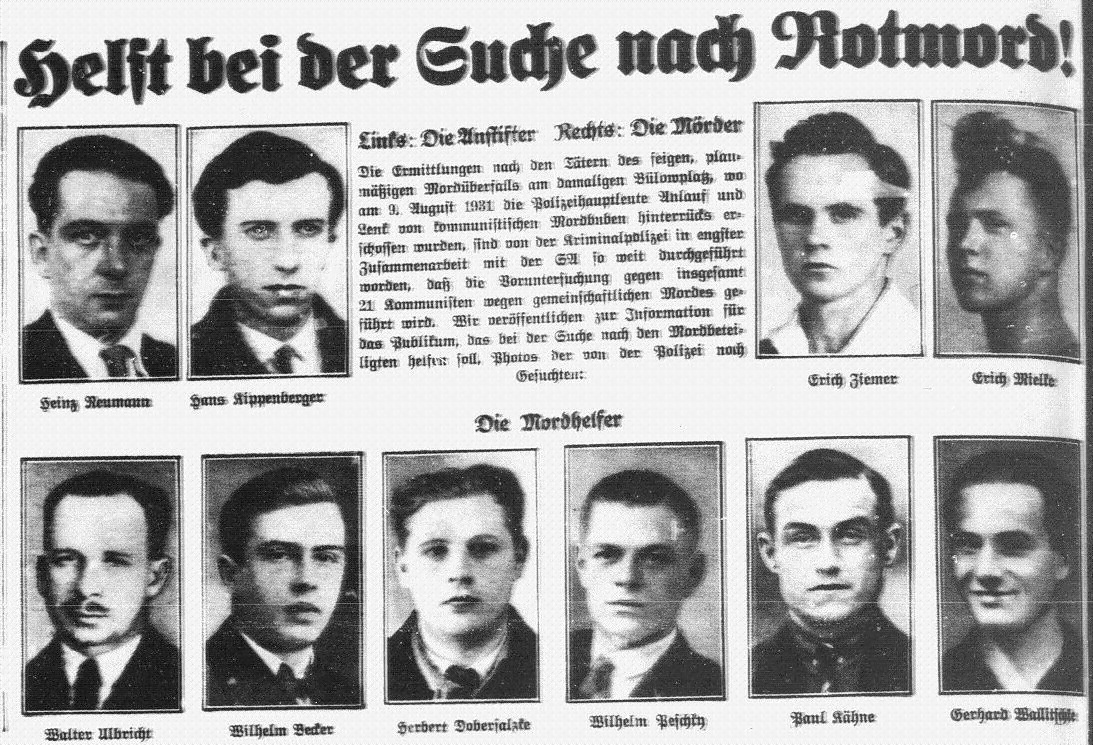
Fahndungsplakat vom September 1933, das Mielke (oben rechts) und andere (u. a. Walter Ulbricht unten links) wegen des Doppelmordes vom 9. August 1931 zeigt.

Sowohl Mielkes Vater als auch seine Stiefmutter traten früh in die KPD ein. 1921 trat der 14-jährige Mielke dem KJVD bei. Als Zeitpunkt seines Eintritts in die KPD nannte er in einem Fragebogen von 1932 das Jahr 1928. 1945 datierte er seinen Parteieintritt auf 1927, in einem weiteren Fragebogen von 1951 schließlich auf das Jahr 1925, das seit den 1960er Jahren öffentlich als Jahr seines Parteieintritts angegeben wurde. In seinem Wohngebiet war Mielke als Leiter einer Straßenzelle der KPD aktiv, aber auch als Instrukteur der KPD-Betriebszelle in der nahegelegenen Werkzeugmaschinenfabrik Hasse & Wrede tätig. Auch der Roten Hilfe und dem Roten Frontkämpferbund (RFB) gehörte Mielke an. Im RFB hatte er die Funktion eines „Schriftführers und Kulturobmanns“ inne. Wegen der Teilnahme an einer verbotenen KPD-Demonstration in Leipzig verbüßte Mielke 1930 eine mehrtägige Ordnungsstrafe im Polizeigefängnis am Alexanderplatz. Arbeitslos geworden, beschäftigte ihn 1931 die kommunistische Rote Fahne, wobei eine Tätigkeit als „Lokalreporter“ nicht den Tatsachen entspricht.
Als Angehörige des 1931 gegründeten Parteiselbstschutzes, einer paramilitärisch organisierten und bewaffneten Gruppe der Partei, verübten am 9. August 1931 Mielke und Erich Ziemer die Morde an den Polizeioffizieren Paul Anlauf und Franz Lenck auf dem Bülowplatz in Berlin. Die KPD schaffte die beiden daraufhin einige Tage später in die Sowjetunion. Mielke behauptete später, die NS-Justiz hätte ihn 1934 „in Abwesenheit verurteilt zum Tode (Bülowplatz)“. Tatsächlich war das Verfahren gegen ihn durch Beschluss vom 23. April 1934 gemäß § 205 StPO noch vor der Eröffnung des Hauptverfahrens eingestellt worden, da man seiner nicht habhaft werden konnte.

### Nach der Flucht in die Sowjetunion und im Spanischen Bürgerkrieg
In Moskau erhielt er von 1932 bis 1936 eine politische und militärische Ausbildung an der Lenin-Schule. Dann setzte ihn die KPD unter dem Decknamen Fritz Leissner von 1936 bis 1939 im Spanischen Bürgerkrieg bei den Internationalen Brigaden ein. Zuletzt im Range eines Hauptmanns, versah Mielke nach eigenen Angaben vor allem Stabsdienst in den Führungen der XI. und XIV. Brigade sowie Aufgaben als „Kaderoffizier“ in der 27. Division. Dass Mielke in Spanien der sowjetischen Geheimpolizei NKWD angehört hatte, oder aber der von ihr aufgebauten und kontrollierten Geheimpolizei Servicio de Investigación Militar (SIM), wie Spanienkämpfer meinen, darunter Walter Janka und Alfred Kantorowicz, ist nicht auszuschließen, aber nicht belegt.
In der Endphase des Spanischen Bürgerkrieges begab sich Mielke im Februar 1939 über die Pyrenäen nach Frankreich, wo er zusammen mit anderen Interbrigadisten zunächst interniert wurde, dann aber nach Kontaktaufnahme mit der KPD-Leitung im Mai 1939 auftragsgemäß nach Belgien ging. Entgegen einer später von ihm verbreiteten Legende hielt sich Mielke unter seinem Klarnamen in Belgien auf und wurde nicht aus Deutschland ausgebürgert (siehe Gesetz über den Widerruf von Einbürgerungen und die Aberkennung der deutschen Staatsangehörigkeit). Die Staatsanwaltschaft Berlin verzichtete auf ein Auslieferungsersuchen für Mielke. Sie sah die Polizistenmorde als ein „politisches Verbrechen“ an, wofür der Auslieferungsvertrag mit Belgien keine Auslieferung erlaubte.

### Im Zweiten Weltkrieg
Unter dem Decknamen „Gaston“ war Mielke bis in die Monate nach dem Ausbruch des Zweiten Weltkrieges Mitherausgeber der für Deutschland bestimmten und bis Februar 1940 illegal von der KPD im Grenzgebiet zu Belgien verbreiteten Neuen Rheinischen Zeitung. Die deutsche Invasion veranlasste die Regierung Belgiens im Mai 1940 zum Abtransport aller deutschen Staatsangehörigen in französische Internierungslager.
Mielke kam Ende Mai 1940 in das Lager Cyprien, aus dem er im August 1940 nach Toulouse flüchtete. Vermutlich fand er im September 1940 Unterschlupf in einem französischen Arbeitskommando für Ausländer. Im Sommer 1941 nahm Mielke eine weitere Identität als „Richard Hebel“ an und erbat bei dem KPD-Funktionär Willi Kreikemeyer in Marseille Hilfe bei der Ausreise nach Mexiko und materielle Unterstützung, die er erhielt. Nachdem deutsche Truppen infolge der Landung der Amerikaner in Nordafrika im November 1942 Südfrankreich besetzt hatten, löste sich die Marseiller Emigrantenszene auf. Verbürgt sind jedoch spätere Kontakte der KPD-Gruppe in Toulouse, wo Mielke sich Leisner nannte, zur Parteiführung in Moskau. Im März 1943 telegrafierte von dort der KPD-Vorsitzende Wilhelm Pieck, der das Pseudonym entschlüsselt hatte: „Sicherung Leisner wegen Bülowplatzsache“.
Nach einer Verhaftung 1944, bei der man ihn jedoch nicht als den noch immer gesuchten Bülowplatz-Mörder identifizierte, wurde er in die Organisation Todt eingegliedert, die in den besetzten Staatsgebieten Kriegsgefangene und KZ-Häftlinge zur Errichtung militärischer Anlagen einsetzte. Mit dieser kam er im Dezember des Jahres zurück nach Deutschland. In seiner stark gefälschten und geschönten Biografie von 1951 kaschierte er seine Aktivitäten für die Organisation Todt als Tätigkeit in einer „Arbeiterkompanie“.

### Politische Karriere in der SBZ/DDR

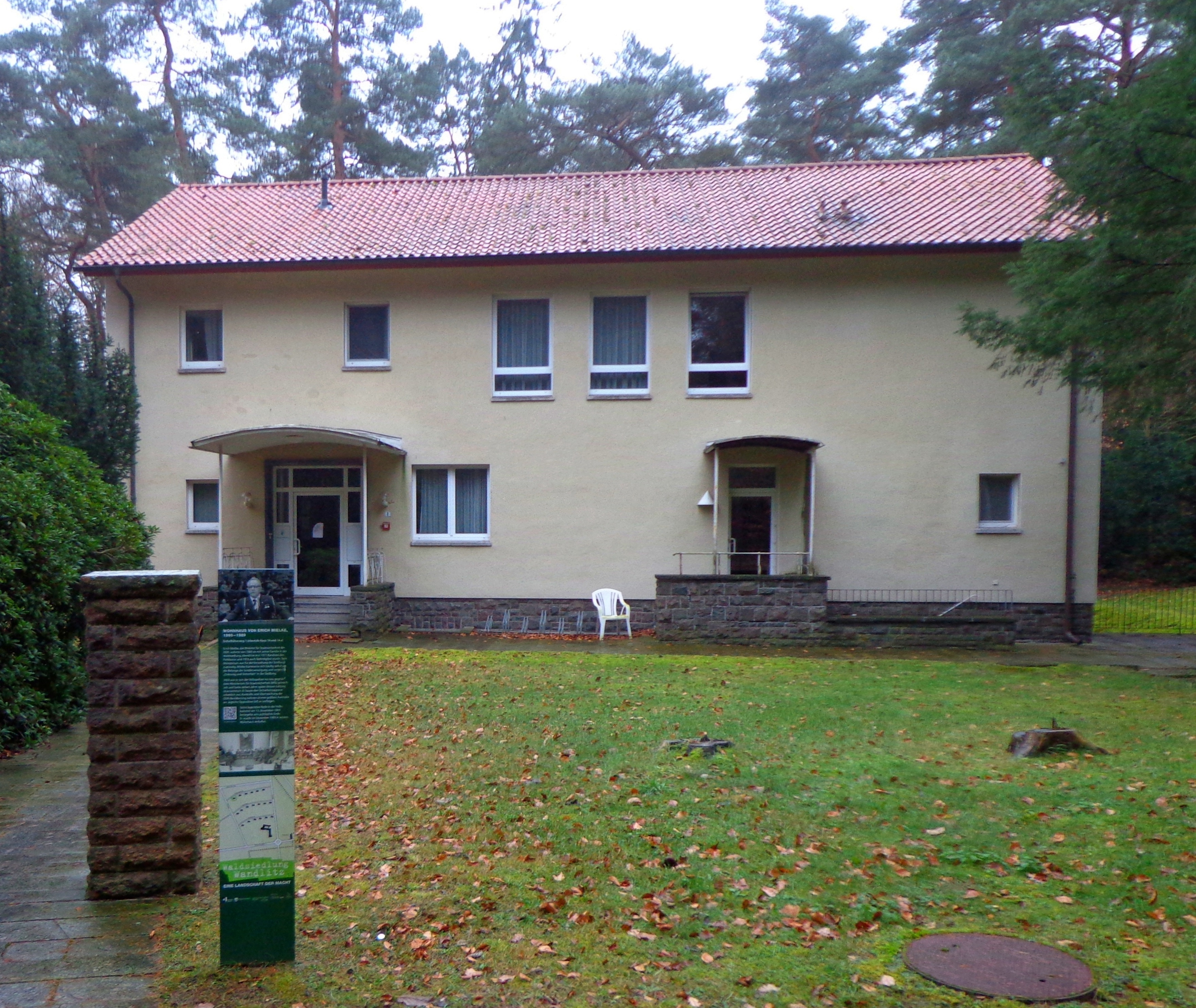
Waldsiedlung Wandlitz, das einst von Mielke bewohnte "Haus 14"

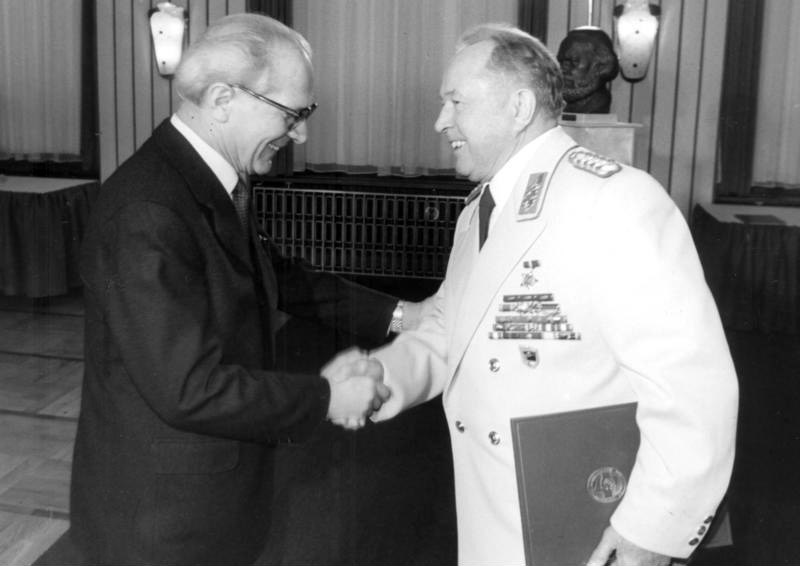
Erich Honecker gratuliert Erich Mielke (rechts) zum 30-jährigen Jubiläum des Ministeriums für Staatssicherheit, Februar 1980

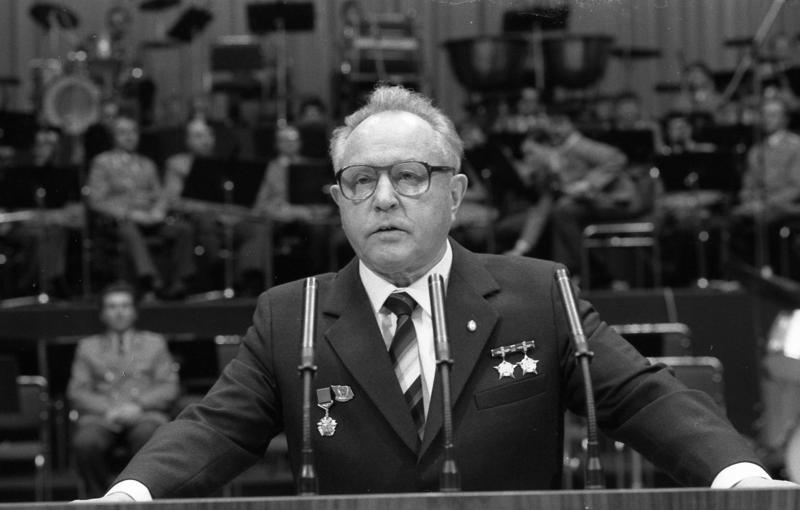
Festansprache als Clubpräsident des SV Dynamo, März 1983

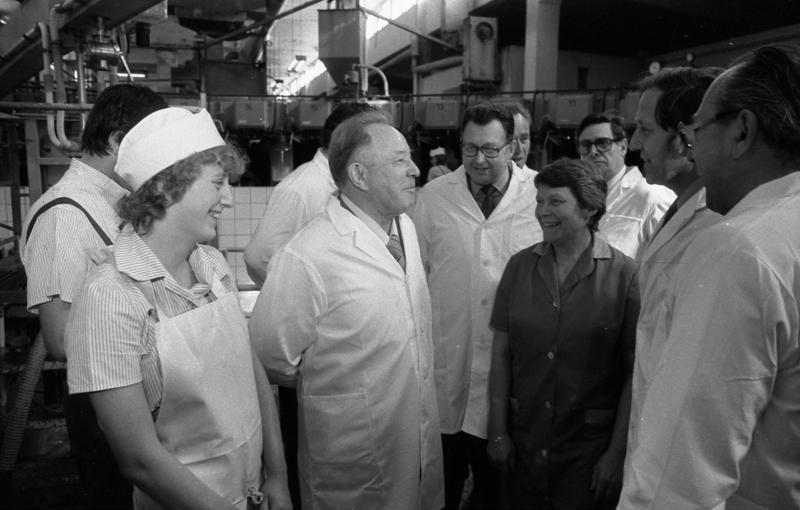
Erich Mielke in seinem Wahlkreis 36 Bezirk Halle zusammen mit Genossenschaftsbauern der ZGE Milchproduktion Nessa, Mai 1981

Mielke kehrte am 14. Juni 1945 nach 14 Jahren wieder in die elterliche Wohnung in Berlin zurück. Als ehemaliger Kader der Exil-KPD suchte und fand er binnen weniger Tage den direkten Kontakt zur Parteiführung. Ende Juni sollte Mielke als Leiter der Polizeiinspektion im Bezirk Wedding eingesetzt werden, wozu es aber wegen der unmittelbar bevorstehenden Übergabe des Bezirks an die französische Besatzungsmacht nicht mehr kam. Stattdessen übernahm er am 15. Juli die Leitung der Polizeiinspektion im Bezirk Lichtenberg im sowjetischen Sektor. Aus dieser Funktion schied er zum 30. November 1945 wieder aus, als ihm im Zentralkomitee (ZK) der KPD die Funktion des Abteilungsleiters für Polizei und Justiz übertragen wurde. Seit April 1946 Mitglied der SED war er von Juli 1946 an Vizepräsident der Deutschen Verwaltung des Innern (DVdI), die mit Gründung der DDR in Ministerium für Inneres umbenannt wurde, und innerhalb derer er ab Mai 1949 die Hauptverwaltung zum Schutze der Volkswirtschaft aufbaute.
Bei der Gründung des Ministeriums für Staatssicherheit (MfS) im Februar 1950 wurde Wilhelm Zaisser als Minister eingesetzt und Erich Mielke neben anderen einer seiner Stellvertreter im Range eines Staatssekretärs. Im gleichen Jahr wurde er auch Mitglied des ZK der SED. Der Prozess gegen den westdeutschen KPD-Bundestagsabgeordneten Kurt Müller wurde maßgeblich von Mielke vorbereitet. Nach dem Aufstand vom 17. Juni 1953 sorgte Walter Ulbricht für die Absetzung Zaissers. Auf einen „Wink“ des Hohen Kommissars der Sowjetunion in Deutschland Wladimir Semjonow übernahm Ernst Wollweber die Leitung des MfS. Am 1. November 1957 belohnte Ulbricht Mielke für seine Unterstützung beim Sturz von Wollweber mit der Nachfolge im Amt des Ministers für Staatssicherheit. Die Position bekleidete Mielke 32 Jahre lang bis zum 7. November 1989. Zur Zeit seines Amtsantritts zählte die Behörde rund 14.000 hauptamtliche Mitarbeiter, Ende 1989 91.000. In einem von Mielkes Stahlschränken befand sich ein kleiner roter Koffer mit Dokumenten, die den langjährigen DDR-Staatschef Erich Honecker hätten kompromittieren können.
Von 1958 bis 1989 war Mielke Abgeordneter der Volkskammer.
Ab 1971 wurde Mielke Kandidat und ab 1976 Vollmitglied des Politbüros des Zentralkomitees der SED. Von 1960 bis 1989 war er Mitglied des Nationalen Verteidigungsrates der DDR (NVR), ab 1980 Armeegeneral.
Von 1953 bis 1989 war er erster Vorsitzender der Sportvereinigung Dynamo. Von 1957 bis 1989 war er Mitglied des Vorstandes des Deutschen Turn- und Sportbundes (DTSB) der DDR und Mitglied des Staatlichen Komitees für Körperkultur und Sport der DDR.

### Rücktritt, Verurteilung und Tod
Am 7. November 1989 trat Mielke zusammen mit der gesamten Regierung Stoph zurück, am folgenden Tag zusammen mit dem gesamten Politbüro des ZK der SED. Am 17. November wurde sein Abgeordnetenmandat aufgehoben. Am 3. Dezember wurde Mielke aus der SED ausgeschlossen, am 7. Dezember kam er unter dem Vorwurf der „Schädigung der Volkswirtschaft“ und des „Hochverrats durch verfassungsfeindliche Aktionen“ in Untersuchungshaft. Er wurde am 2. Februar 1990 ins Haftkrankenhaus der Untersuchungshaftanstalt Berlin-Hohenschönhausen verbracht, aus dem er am 8. März 1990 aus gesundheitlichen Gründen entlassen wurde. Im Juli desselben Jahres kam er erneut in Untersuchungshaft, nachdem das Krankenhaus der Volkspolizei die Haftfähigkeit bestätigt hatte, unter anderem wegen „Verbrechen gegen die Menschlichkeit“ und „Rechtsbeugung“. Zunächst kam er in ein West-Berliner Krankenhaus, dann in die Haftanstalten Rummelsburg in Ost-Berlin und anschließend nach Plötzensee. Am 4. Oktober 1990 wurde Mielke auf Antrag seines Anwalts wegen schlechter Haftbedingungen in die JVA Moabit verlegt, wo er für längere Zeit verblieb.
Inzwischen konzentrierten sich die Ermittlungen auf Mielkes Beteiligung am Polizistenmord auf dem Bülowplatz im Jahr 1931. Die NS-Justiz hatte 1934 ein Strafverfahren gegen Mielke wegen des Doppelmords eingeleitet. Das Landgericht Berlin stellte es ein, weil Mielke flüchtig war. In einem groß angelegten Prozess konnte Mielke deshalb nicht angeklagt werden. Im Juni 1934 wurde unter anderem Max Matern wegen seiner Beteiligung am Doppelmord zum Tode verurteilt und hingerichtet, der ebenfalls angeklagte Mittäter und spätere Generalmajor des MfS Erich Wichert wurde zu 15 Jahren Zuchthaus verurteilt. Nach dem Ende des Zweiten Weltkriegs erließ die Staatsanwaltschaft der Viersektorenstadt Berlin erneut und aus demselben Grund Haftbefehl gegen Mielke, doch beschlagnahmte die sowjetische Besatzungsmacht die Verfahrensakten. Nach der Auflösung der DDR eröffnete das Landgericht Berlin im November 1991 das Hauptverfahren gegen Mielke wegen der „Bülowplatzsache“. Mielke wurde des Mordes angeklagt. 
Die vom 10. Februar 1992 bis zum 26. Oktober 1993 geführte Verhandlung endete mit seiner Verurteilung wegen Mordes zu einer Freiheitsstrafe von sechs Jahren, obwohl die Mordanklage von einer lebenslangen Haftstrafe ausgegangen war. Gemäß § 2 Abs. 1 StGB ist für die Strafzumessung das Gesetz anzuwenden, das zum Zeitpunkt der Tat gilt. Im Jahr 1931 war für Mord noch ein milderes Strafmaß als die heute gemäß § 211 StGB zwingend zu verhängende lebenslange Freiheitsstrafe möglich. Der Grund für die vergleichsweise milde Strafe war unter anderem sein hohes Alter (Mielke war zum Zeitpunkt des Prozesses 86 Jahre alt) und sein schlechter Gesundheitszustand. Zudem spielte eine Rolle, dass seit der Tat bereits mehrere Jahrzehnte vergangen waren, was als strafmildernd gewertet wurde. Die von Mielkes Verteidigern vorgebrachte Einrede der Verjährung von Strafverfolgung und Strafvollstreckung wurde vom Landgericht Berlin abgelehnt, was vom Bundesgerichtshof höchstrichterlich bestätigt wurde, unter anderem, da Mord in der Bundesrepublik Deutschland seit einer Gesetzesänderung im Jahr 1979 nicht mehr verjährt und die Tat zum Zeitpunkt der Gesetzesänderung nach Recht der Bundesrepublik noch nicht verjährt war. Mielke wurde Ende 1995 aufgrund seines hohen Alters (87 Jahre) und seines stark angeschlagenen Gesundheitszustands vorzeitig auf Bewährung entlassen. Das Gericht und die Vollzugsbehörden entschieden, dass die Fortsetzung der Haft unter diesen Umständen unverhältnismäßig sei. Humanitäre Gründe spielten dabei eine zentrale Rolle, da Mielke als nicht mehr haftfähig galt.
Mielke wurde als Mitglied des Nationalen Verteidigungsrates der DDR und damit Mitverantwortlicher für den Schießbefehl an Berliner Mauer und innerdeutscher Grenze angeklagt. Das Gerichtsverfahren, in dem sich auch andere Mitglieder der Staatsführung der DDR verantworten mussten, wurde am 13. November 1992 vor der 27. Kammer des Landgerichts Berlin eröffnet, doch wegen Verhandlungsunfähigkeit des Angeklagten wurde das Verfahren gegen Mielke vom Hauptverfahren abgetrennt und schließlich eingestellt.

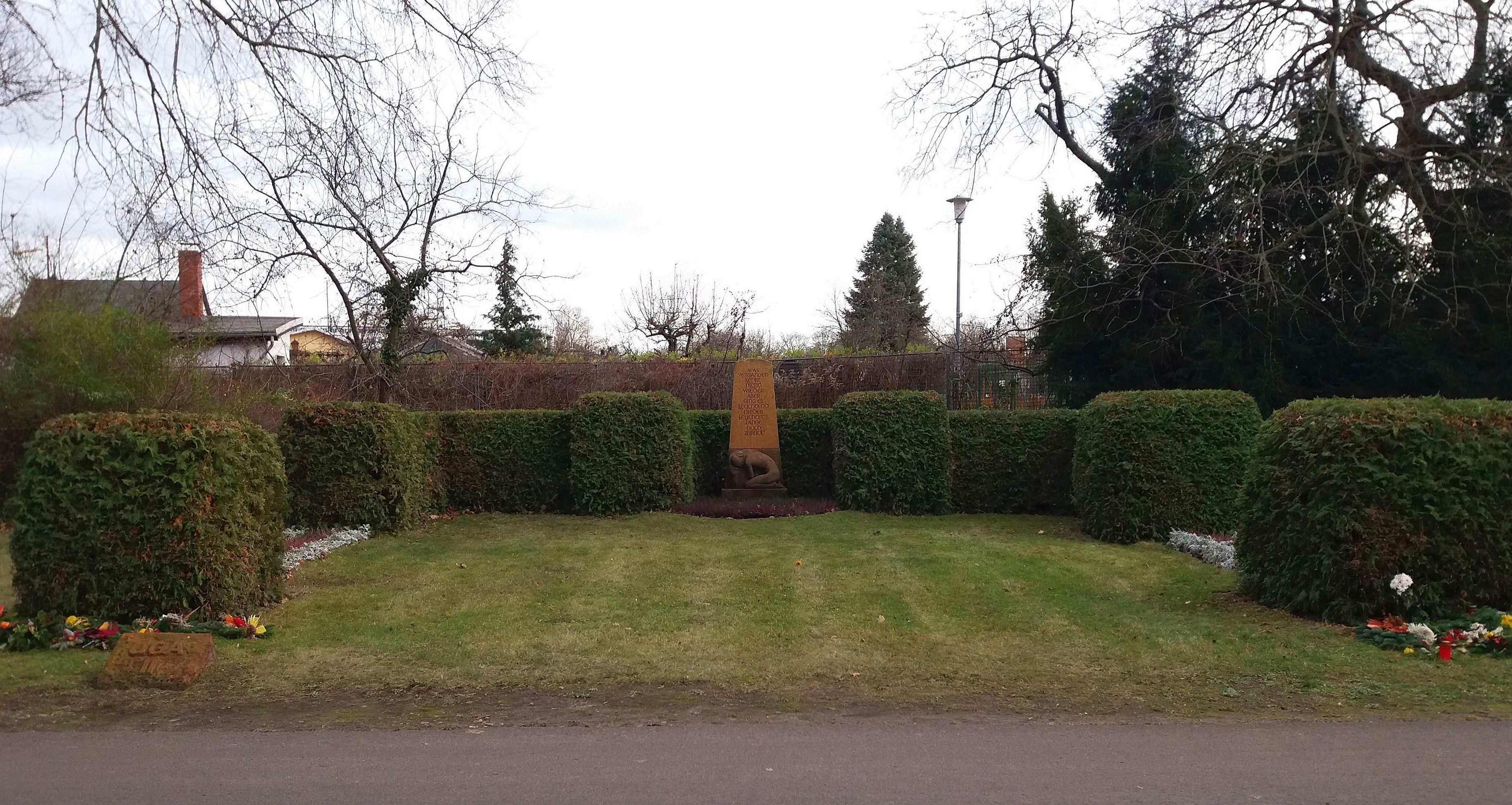
Zentralfriedhof Friedrichsfelde, Urnengemeinschaftsanlage Nr. 2

Erich Mielke starb am 21. Mai 2000 in einem Altenpflegeheim in Berlin-Neu-Hohenschönhausen. Nach seiner Einäscherung im Krematorium Meißen fand er am Morgen des 6. Juni auf eigenen Wunsch seine letzte Ruhestätte in einem anonymen Urnengrab auf dem Zentralfriedhof Friedrichsfelde. Neben Mielkes Familie waren bei der weitgehend geheimgehaltenen Beisetzung in der Urnengemeinschaftsanlage Nr. 2 etwa 200 Menschen anwesend, darunter ehemalige Mitarbeiter wie Willi Opitz, Gerhard Neiber und Wolfgang Schwanitz, während etwa Egon Krenz, Markus Wolf oder Werner Großmann auf eine Teilnahme verzichtet hatten. Opitz hielt die Grabrede, Blumengrüße kamen unter anderem vom russischen Geheimdienst. Bereits kurz nach der Beisetzung wurden Blumenkränze an der Grabstätte durch Unbekannte zertreten und entfernt.

### Privatleben
Mielke heiratete am 18. Dezember 1948 die Näherin Gertrud Müller (1909–2010), drei Monate nach der Geburt ihres gemeinsamen Sohnes Frank (1948–2019). Dieser wurde nach seinem Medizinstudium hauptamtlicher Mitarbeiter im Sanitätsdienst des MfS. Nach dessen Ende betrieb er mit seiner Frau, die ebenfalls dem MfS angehört hatte, eine internistische Gemeinschaftspraxis in Berlin. Die Pflegetochter Inge Haller (* 1946), verheiratete Knappe, wurde 1982 Offizier im besonderen Einsatz, ihr Ehemann Norbert war hauptamtlicher Mitarbeiter des MfS. Der BFC Dynamo war Mielkes Lieblingsfußballverein und der SC Dynamo Berlin sein Lieblingsverein im Eishockey.

## Auszeichnungen
Mielke erhielt 1950 bis 1989 eine Vielzahl von staatlichen und nichtstaatlichen Auszeichnungen der DDR sowie anderer Staaten, wobei eine komplette Übersicht aufgrund der übermäßigen Auszeichnungspraxis nahezu unmöglich ist. So wurde er in der DDR nicht nur für Verdienste um die Staatssicherheit geehrt, sondern z. B. auch mit der Gerhart-Eisler-Plakette des Rundfunk der DDR (1975), als Verdienter Eisenbahner (1975), Verdienter Bauarbeiter (1977) oder als Verdienter Werktätiger der Land- und Forstwirtschaft (1987).

## Wirken und Rezeption

### Positionen
Im Jahr 1982 äußerte sich Mielke vor Parteigenossen zu der Frage, ob auf den Vollzug der Todesstrafe gegen abtrünnige Mitarbeiter des MfS aus humanitären Gründen verzichtet werden sollte:

„Wir sind nicht gefeit, leider, dass auch mal ein Schuft noch unter uns sein kann, wir sind nicht gefeit dagegen, leider. Wenn ich das schon jetzt wüsste, dann würde er ab morgen schon nicht mehr leben. Ganz kurz[er] Prozess. Aber weil ich Humanist bin, deshalb habe ich solche Auffassungen. Lieber Millionen Menschen vor’m Tode retten als wie einen Banditen leben lassen, der also uns dann also die Toten bringt. [… unverständlich …] mal richtig erklären, warum man so hart sein muss, [und] all das Geschwafel, von wegen ‚Nicht hinrichten‘ und ‚Nicht Todesurteil‘, alles Käse is’, Genossen. Hinrichten die Menschen, ohne billige Sätze, ohne Gerichtsbarkeit und so weiter.“

Charakteristisch sind Mielkes Ansichten zum „ungesetzlichen Grenzübertritt“ und Grenzregime:

„Ich will euch überhaupt mal etwas sagen, Genossen, wenn man schon schießt, dann muss man dat so machen, dass nicht der Betreffende da noch bei wegkommt, sondern dann muss er eben dableiben bei uns. Ja, so ist die Sache. Wat is denn das: 70 Schuss loszuballern, und der rennt nach drüben und die machen ’ne Riesenkampagne.“

### „Ich liebe doch alle“

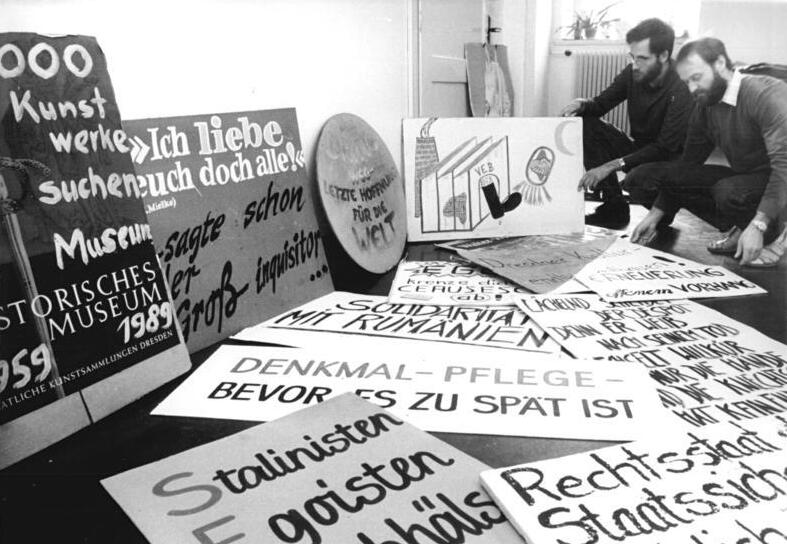
„Ich liebe euch doch alle“, Spruch auf einem Transparent bei Protesten in Dresden, November 1989

Am 13. November 1989 sprach Mielke zum ersten und einzigen Mal vor der DDR-Volkskammer mit den Worten: „Ich liebe – Ich liebe doch alle – alle Menschen – Na ich liebe doch – Ich setze mich doch dafür ein.“ Mielkes Worte, die mit lautem Gelächter quittiert wurden, gehören, ironisch zugespitzt, zu den meistzitierten der Wendezeit. Seinem Ausspruch vorausgegangen war – nachdem Mielke während seiner gestammelten Ausführungen die Gesamtheit der Abgeordneten laufend mit „Genossen“ ansprach – der Zwischenruf des CDU-Volkskammerabgeordneten Dietmar Czok: „Ich bitte doch endlich dafür zu sorgen: In dieser Kammer sitzen nicht nur Genossen!“ Das tat Mielke (siehe Wikiquote-Zitate) als eine „formale Frage“ ab, worauf es im Plenum laute Missfallensäußerungen gab, in die hinein er, bereits stark verunsichert, den vielzitierten Satz sprach. Zuvor hatte er in der – noch unfrei gewählten – Volkskammer, die aus Abgeordneten der SED und ihrer Blockparteien bestand, bereits für Heiterkeit gesorgt, als er sagte, „Wir haben, Genossen, liebe Abgeordnete, einen außerordentlich hohen Kontakt zu allen werktätigen Menschen“.
Der Historiker Ilko-Sascha Kowalczuk schrieb über diese Rede entgegen der herkömmlichen öffentlichen Interpretation: „Der spontane Ausruf, ‚Ich liebe doch alle Menschen …‚‘, richtete sich, was fast immer übersehen wird, allein an die Abgeordneten und war eine Reaktion darauf, ob er sie nun mit ‚Genossen’ anrede oder nicht. Mit seiner Rede wollte er die bis vor Minuten noch verbündeten Abgeordneten darauf hinweisen, dass sein Ministerium in den letzten Monaten und Jahren der SED-Führung in dichter Folge realitätsnahe Analysen über die gesellschaftliche Situation vorgelegt und immer wieder darauf hingewiesen hatte, dass bei einer Beibehaltung der bisherigen Politik das System in existenzielle Nöte gerate. (…) Der eigentliche Skandal an diesem Tag aber war nicht Mielkes Auftritt, sondern wie die meisten der 477 anwesenden engen Gefolgsleute mit ihm umgingen und sich zu ‚Saubermännern‘ erklären wollten. Anschließend wurde die Debatte abgebrochen.“

### „Leistner ist Mielke“ – Das ungeklärte Verschwinden Willi Kreikemeyers
Im Zusammenhang mit der Kampagne um den „erfundenen Spion“ Noel Field entstand 1950 eine paradoxe Situation, in der der erklärte Stalin-Bewunderer, „alte Tschekist“ und „Schüler Berijas“ Erich Mielke selbst zum Stalinismus-Opfer hätte werden können.
Noel Field hatte in der Schweiz antifaschistische Emigranten unterstützt. Seine „Enttarnung“ als Spion war der Aufhänger für politische Schauprozesse gegen die suspekten Westemigranten. Willi Kreikemeyer, nun Chef der Deutschen Reichsbahn, war enger Mitarbeiter von Field gewesen. Bei einer Vernehmung durch die Zentrale Parteikontrollkommission (ZPKK) berichtete Kreikemeyer am 5. Juni 1950 von einer Liste mit Decknamen von Zahlungsempfängern Fields, wobei er zum Decknamen Leistner sagte: „Leistner ist Mielke“.
Theoretisch hätte die Richtigkeit dieser Information schwerste Nachteile für Mielke haben müssen: Wer behauptete, mit der „ruhmreichen Sowjetarmee“ nach Deutschland zurückgekommen zu sein, in Wahrheit aber im westlichen Exil Kontakt zu einem amerikanischen Spion unterhalten hatte, musste ein Verräter sein. Aber nicht Mielke, sondern Kreikemeyer kam am 25. August in die Untersuchungshaft des MfS. Mielke, dem die Protokolle der ZPKK dienstlich bekannt waren, besuchte ihn in seiner Zelle und versprach ihm baldige Freilassung – er müsse nur alles aufschreiben, was er wisse. Dieses bis heute erhaltene schriftliche Geständnis ist das letzte Lebenszeichen Kreikemeyers. Kreikemeyers Frau wurde sieben Jahre später, nach ihrer 37. schriftlichen Anfrage, mitgeteilt, ihr Mann habe sich bereits kurze Zeit nach seiner Verhaftung in seiner Zelle erhängt. Nicht bewiesen und „eher unwahrscheinlich“ ist, dass Mielke Kreikemeyer als den Mann, der ihm gefährlich werden konnte, ermorden ließ.

### Nachruf von Peter Schneider in der New York Times
Die New York Times veröffentlichte am 7. Januar 2001 den Nachruf des Schriftstellers Peter Schneider auf Mielke mit dem Titel The Lives They Lived [...] The Enemy Within. Schneider beginnt mit der Aussage, wenn man prototypisch für „all den Horror und das Leid der ehemaligen DDR einen einzelnen Namen nennen wollte, wäre es Erich Mielke“. Mielke sei im Übrigen „kein guter Redner gewesen, er konnte nicht gut schreiben und hatte keinerlei Talent, Freundschaften zu knüpfen. Fast alle seine hunderttausend Untergebenen fürchteten ihn.“ Mielke habe es geschafft, „eine ganze Gesellschaft zu vergiften, den Ehemann seine Frau ausspionieren lassen, den Bruder den Bruder, das Kind die Eltern.“ Schneider endet mit dem Satz: „Kurz bevor er starb, fanden ihn Besucher allein in seinem Apartment vor, als er einen Anruf über ein abgemeldetes Telefon unternahm. Er rief unsichtbaren Agenten Befehle zu: Sie sollten seinen Hund Airen finden. Aber seine Frau hatte das Tier weggegeben und war selbst ausgezogen.“

### Das Ministerium für Staatssicherheit

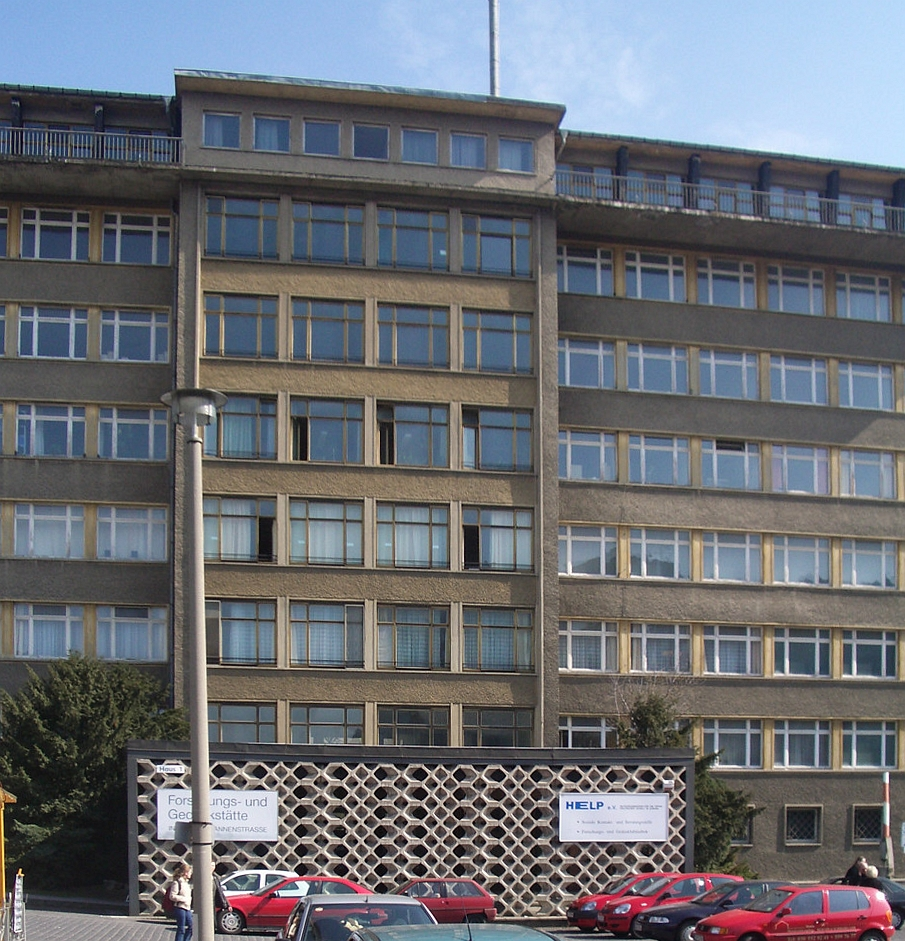
Das Hauptgebäude der MfS-Zentrale, Berlin-Lichtenberg, Normannenstraße (2005)

Die im Volksmund „Stasi“ genannte Staatssicherheit wuchs unter Mielkes Verantwortung in sämtliche Gesellschaftsbereiche hinein - Zensur in der DDR, und selbst im Privaten konnte niemand vor Bespitzelung und Verrat sicher sein. Besonders bekannt wurde der Fall von Vera Lengsfeld (von 1990 bis 2005 MdB), die von ihrem Ehemann bespitzelt wurde. Ein weiteres prominentes Opfer war Robert Havemann, der zeitweise von etwa 100 Stasi-Mitarbeitern überwacht wurde.

## Schriften
- Sozialismus und Frieden – Sinn unseres Kampfes. Ausgewählte Reden und Aufsätze. Dietz-Verlag, Berlin 1987, ISBN 3-320-01159-6.

## Darstellung in Filmen
- Die Wahrheit über die Stasi, 1992, Low-Budget-Filmsatire von Alexander Zahn.
- Erich Mielke – Meister der Angst, 2015, Doku-Drama, Regie: Jens Becker und Maarten van der Duin, Mielke dargestellt von Kaspar Eichel[48]
- Stasikomödie, 2022, Komödie von Leander Haußmann, Mielke dargestellt von Bernd Stegemann
- Kleo, 2023, Action-Thrillerserie, Mielke dargestellt von Gunnar Helm